# Oriol Gómez
Oriol Gómez Marco (ur. 1 lipca 1968 w Santa Coloma de Gramenet) – hiszpański kierowca rajdowy. Ma za sobą starty w Mistrzostwach Świata. W 1994 roku był rajdowym mistrzem Hiszpanii.
W 1992 roku Gómez zadebiutował w Rajdowych Mistrzostwach Świata. Pilotowany przez Marca Martíego i jadący Peugeotem 309 GTI zajął wówczas 21. miejsce w Rajdzie Katalonii. W 1993 roku zdobył pierwszy punkt w Mistrzostwach Świata za zajęcie 10. pozycji w klasyfikacji generalnej tego rajdu. W 1995 roku za zajęcie 7. pozycji w katalońskim rajdzie zdobył 4 punkty w Mistrzostwach Świata. Z kolei w 1998 roku był 8. w Rajdzie Katalonii (3 punkty w Mistrzostwach Świata). W 1997 roku został członkiem fabrycznego teamu Seata i wystartował Seatem Ibizą GTI 16V w 9 rajdach MŚ. W 1998 roku ośmiokrotnie startował w MŚ Seatem Ibizą, a w Rajdzie Finlandii pojechał Seatem Córdobą WRC (nie ukończył go). W 2006 roku po raz ostatni wystartował w rajdzie Mistrzostw Świata. Jadąc Subaru Imprezą WRX STI zajął 20. lokatę w Rajdzie Argentyny.
Swój debiut rajdowy Gómez zaliczył w 1987 roku w wieku 19 lat. W 1994 roku jadąc Renaultem Clio Williams wywalczył swój jedyny w karierze tytuł mistrza Hiszpanii.

## Występy w mistrzostwach świata
| Sezon | Zespół                      | Samochód                                  | 1       | 2       | 3          | 4          | 5             | 6         | 7             | 8               | 9             | 10        | 11        | 12                       | 13              | 14              | 15            | 16              | Punkty | Miejsce |
| ----- | --------------------------- | ----------------------------------------- | ------- | ------- | ---------- | ---------- | ------------- | --------- | ------------- | --------------- | ------------- | --------- | --------- | ------------------------ | --------------- | --------------- | ------------- | --------------- | ------ | ------- |
| 1992  | Gamace MC Competición       | Peugeot 309 GTI                           | Monako  | Szwecja | Portugalia | Kenia      | Francja       | Grecja    | Nowa Zelandia | Argentyna       | Finlandia     | Australia | Włochy    | Wybrzeże Kości Słoniowej | 21              | Wielka Brytania |               |                 | 0      | -       |
| 1993  | Peugeot Talbot Sport España | Peugeot 106 XSI                           | Monako  | Szwecja | Portugalia | Kenia      | Francja       | Grecja    | Argentyna     | Nowa Zelandia   | Finlandia     | Australia | Włochy    | 10                       | Wielka Brytania |                 |               |                 | 1      | 65.     |
| 1995  | Renault Competición         | Renault Clio Williams                     | Monako  | Szwecja | Portugalia | Francja    | Nowa Zelandia | Australia | 7             | Wielka Brytania |               |           |           |                          |                 |                 |               |                 | 4      | 14.     |
| 1996  | Renault Sport España        | Renault Mégane Maxi                       | Szwecja | Kenia   | Indonezja  | Grecja     | Argentyna     | Finlandia | Australia     | Włochy          | 8             |           |           |                          |                 |                 |               |                 | 3      | 27.     |
| 1997  | Seat Sport                  | Seat Ibiza GTI 16V                        | 15      | Szwecja | Kenia      | Portugalia | NU            | Francja   | 9             | 15              | 15            | 23        | Indonezja | NU                       | 17              | NU              |               |                 | 0      | -       |
| 1998  | Seat Sport                  | Seat Ibiza GTI 16V Evo 2 Seat Córdoba WRC | NU      | 36      | NU         | 20         | 15            | Francja   | 10            | 16              | Nowa Zelandia | NU        | Włochy    | Australia                | Wielka Brytania |                 |               |                 | 0      | -       |
| 1999  | Renault Sport España        | Renault Mégane Maxi                       | Monako  | Szwecja | Kenia      | Portugalia | 8             | Francja   | Argentyna     | Grecja          | Nowa Zelandia | Finlandia |           | Włochy                   | Australia       | Wielka Brytania |               |                 | 0      | -       |
| 2000  | Gamace MC Competición       | Mitsubishi Carisma GT Evo 6               | Monako  | Szwecja | Kenia      | Portugalia | NU            | Argentyna | Grecja        | Nowa Zelandia   | Finlandia     | Cypr      | Francja   | Włochy                   | Australia       | Wielka Brytania |               |                 | 0      | -       |
| 2006  | Gamace MC Competición       | Subaru Impreza WRX STI                    | Monako  | Szwecja | Meksyk     | Hiszpania  | Francja       | 20        | Włochy        | Grecja          | Niemcy        | Finlandia | Japonia   | Cypr                     | Turcja          | Australia       | Nowa Zelandia | Wielka Brytania | 0      | -       |